# Robert Wyss (Schwimmer)
Josef Robert Wyss (* 17. Januar 1901 in Basel; † 13. Mai 1956 ebenda) war ein Schweizer Schwimmer und Wasserballspieler.

## Karriere
Wyss nahm erstmals 1924 an Olympischen Spielen teil. Über 200 m Brust erreichte er den fünften Rang, mit der Wasserballmannschaft wurde er Zehnter. Vier Jahre später gehörte er erneut zur Olympiamannschaft der Schweiz bei den Spielen in Amsterdam. Mit der Wasserballmannschaft erreichte er Platz neun, über die Strecke von 200 m Brust schied er als Vierter in seinem Halbfinale aus. 1936 war er ein letztes Mal Teilnehmer an den Olympischen Spielen. In Berlin erreichte er mit der Wasserballnationalmannschaft, wie bereits acht Jahre zuvor, den neunten Rang.
Seine Schwester Tenny Wyss nahm ebenfalls an den Olympischen Spielen 1936 teil.